# Mercedes-Benz Atego

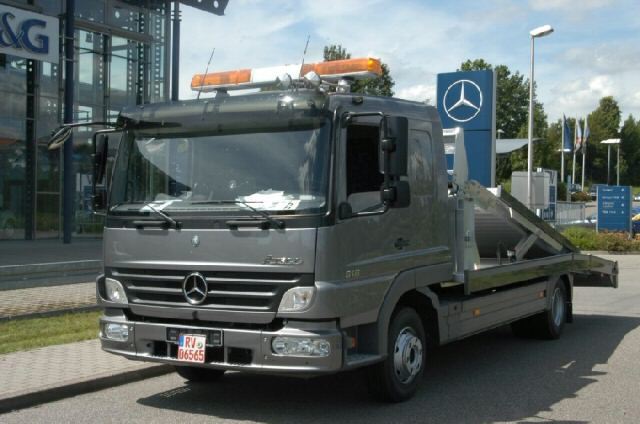
Mercedes-Benz Atego

De Mercedes-Benz Atego is een lichte vrachtwagen van de Duitse autoproducent Mercedes-Benz AG die in 1998 op de markt werd gebracht en in 1999 de titel International Truck of the Year kreeg. Hij werd na dertien jaar opgevolgd door een model Atego van de tweede generatie, die in 2011 ook deze titel kreeg.
De Atego was in die tijd het lichtste type van Mercedes-Benz en richt zich vooral op het korteafstandstransport en distributie.